# Tanytarsus saetosus
Tanytarsus saetosus är en tvåvingeart som beskrevs av Lehmann 1981. Tanytarsus saetosus ingår i släktet Tanytarsus och familjen fjädermyggor.
Artens utbredningsområde är Kongo. Inga underarter finns listade i Catalogue of Life.